# 이와하라역
이와하라역(일본어: 岩原駅)은 일본 가나가와현 미나미아시가라시에 있는 이즈하코네 철도 다이유잔 선의 역이다.

## 역 구조
단선 승강장 1면 1선의 지상역에서 선로의 서쪽에 승강장이 있고, 쓰카하라 쪽 끝의 계단을 이용해서 역에 출입한다. 역사 출입구 부근에 상옥과 매표기 오두막이 있고, 자동 매표기와 승차표 발행기가 하나씩 설치되어 있고 무인역이다. IC카드를 터치하는 간이 개찰도 있다.

## 역 주변
역 서쪽에 현도 74호선이 지나고 동쪽으로 가리 강이 흐른다. 역의 남쪽 300m 거리에 미나미아시가라 시립 이와하라 초등학교가 있고 역의 남서쪽으로 약 1km 거리에는 이와하라 성지와 이와하라하치만 신사가 있어, 비교적 가깝다.
이와하라 역과 쓰카하라 역 구간은 다이유잔 선 역 구간 중에서 가장 역간 거리가 짧은 구간이다.

## 역사
- 1925년 10월 15일: 영업 개시.
- 1992년 3월: 매표기 설치.

## 사진

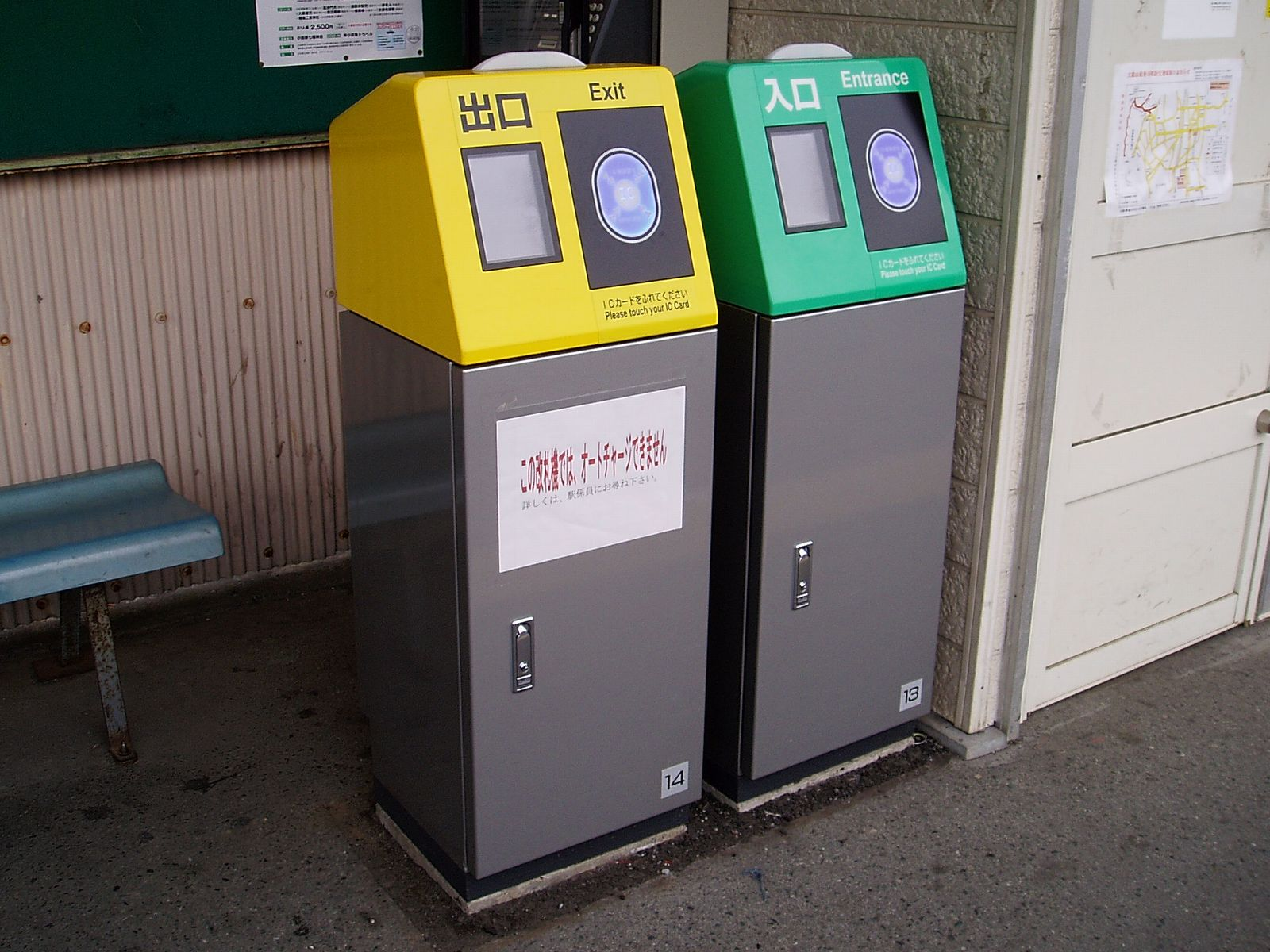
파스모 리더기

## 인접역
| 이즈하코네 철도 ■ 다이유잔 선   | 이즈하코네 철도 ■ 다이유잔 선 | 이즈하코네 철도 ■ 다이유잔 선 |
| ------------------------------- | ----------------------------- | ----------------------------- |
| ID07 사가미누마타 오다와라 방면 |                               | 쓰카하라 ID09 다이유잔 방면   |